# Révolutionnaire (1794)
Pour les autres navires du même nom, voir Révolutionnaire (homonymie).
La Révolutionnaire est un frégate de 40 canons de classe Seine de la marine républicaine française, lancée en mai 1794. Elle est capturée par les Britanniques quelques mois après son lancement, en octobre 1794, et sert au sein de la Royal Navy, sous le nom de HMS Revolutionnaire, jusqu'à son démantèlement en 1822. Pendant ses années de service la Revolutionnaire prend part à un nombre important de combats, trois d'entre eux seront retenus par l’Admiralty en 1847 dans la liste des combats donnant droit à la Naval General Service Medal. Elle capture également plusieurs navires marchands et corsaires.

## Sources et bibliographie
- (en) Cet article est partiellement ou en totalité issu de l’article de Wikipédia en anglais intitulé « HMS Révolutionnaire (1794) » (voir la liste des auteurs).
- Thomas Barclay, Selections from the correspondence of Thomas Barclay: formerly British Consul-General at New York, Harper & Brothers, 1894
- (en) Robert, ed. Gardiner, Nelson Against Napoleon : From the Nile to Copenhagen, 1798–1801, Londres, Chatham, 1997, 192 p. (ISBN 978-1-55750-642-9)
- (en) Robert Gardiner, Warships of the Napoleonic Era, Londes, Chatham, 1999, 160 p. (ISBN 978-1-86176-117-0)
- Henderson, James (1994) The Frigates: an account of the lighter warships of the Napoleonic Wars, 1793-1815. (Leo Cooper).  (ISBN 9780850524321)
- (en) William James, The Naval History of Great Britain during the French Revolutionary and Napoleonic Wars, Vol. 2, 1797–1799, Londres, Conway Maritime Press, 2002 (1re éd. 1827) (ISBN 978-0-85177-906-5)
- Notes and queries, Oxford University Press, 1868
- O'Byrne, William R., A Naval Biographical Dictionary: comprising the life and services of every living officer in Her Majesty's navy, from the rank of admiral of the fleet to that of lieutenant, inclusive, vol. 1, J. Murray, Londres, 1849
- (en) Rif Winfield, British Warships in the Age of Sail 1793-1817 : Design, Construction, Careers and Fates, Seaforth, 2008, 418 p. (ISBN 978-1-86176-246-7)